# Clorocromato de potássio

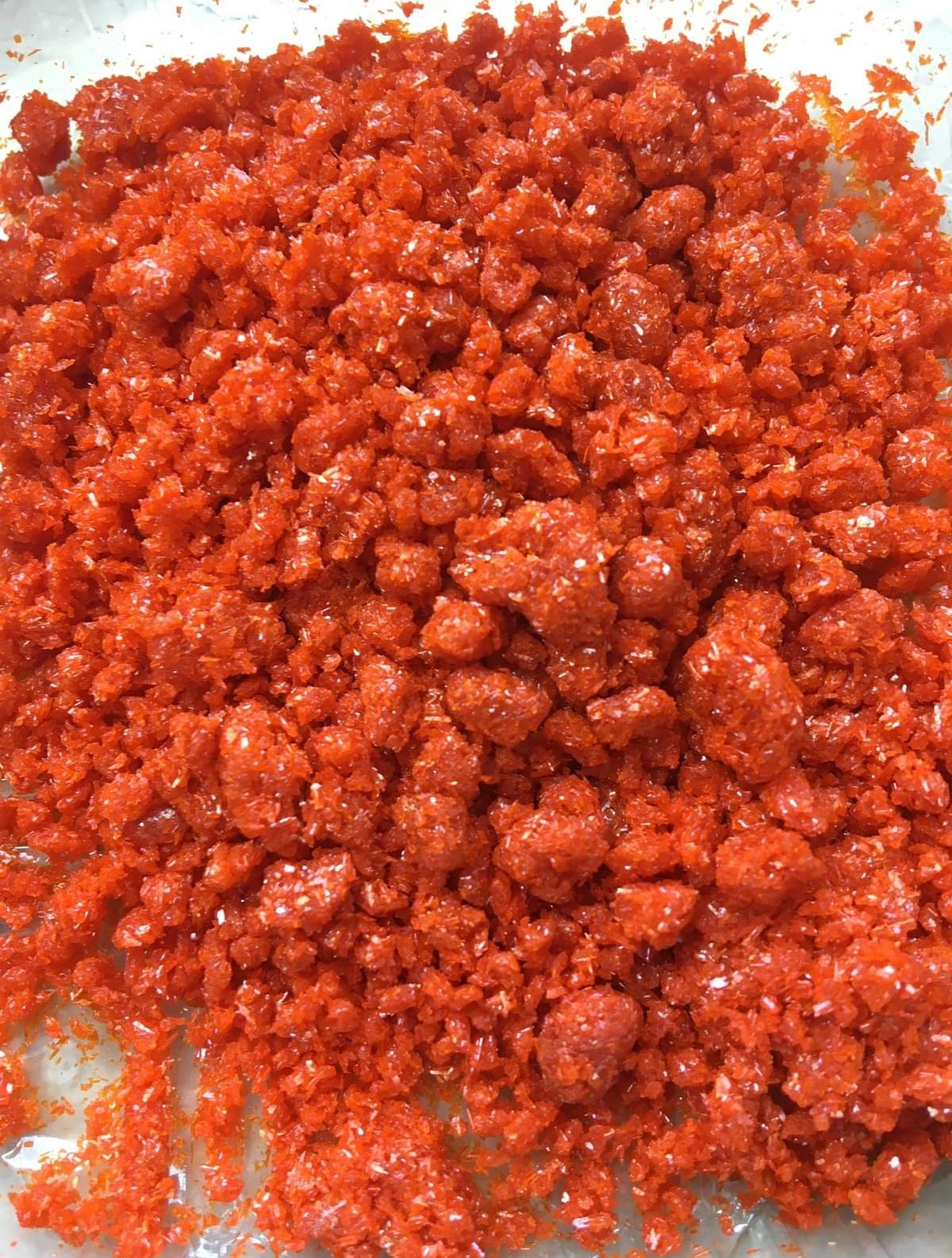
Clorocromato de potássio

Clorocromato de potássio (sal de Peligot), em cristais vermelhos, decomponíveis pela água, é um oxidante utilizado em síntese orgânica.